# Saint-Jean-Poudge
Saint-Jean-Poudge település Franciaországban, Pyrénées-Atlantiques megyében. Lakosainak száma 74 fő (2022. január 1.). Saint-Jean-Poudge Burosse-Mendousse, Cadillon, Conchez-de-Béarn, Mascaraàs-Haron, Tadousse-Ussau és Vialer községekkel határos.

## Népesség
A település népessége az elmúlt években az alábbi módon változott:
| Lakosok száma | 81   | 79   | 77   | 73   | 70   | 67   | 64   | 69   | 74   |
|               | 2013 | 2015 | 2016 | 2017 | 2018 | 2019 | 2020 | 2021 | 2022 |